# BBC Archives
BBC Archives – album heavymetalowej grupy Iron Maiden. Stanowi kolekcję nagrań z wybranych występów zespołu między rokiem 1979 a 1988. Łącznie w albumie są zapisy z czterech koncertów. Płyty są częścią Eddie’s Archive.

## Lista utworów

### CD 1

#### Friday Rock Show Session(1979)
1. "Iron Maiden" – 3:45
2. "Running Free" – 3:10
3. "Transylvania" – 4:03
4. "Sanctuary" – 3:45

#### Festiwal wReading(1982)
1. "Wrathchild" – 3:31
2. "Run to the Hills" – 5:36
3. "Children of the Damned" – 4:48
4. "The Number of the Beast" – 5:29
5. "22 Acacia Avenue" – 6:36
6. "Transylvania" – 6:20
7. "The Prisoner" – 5:50
8. "Hallowed Be Thy Name" – 7:37
9. "Phantom of the Opera" – 7:02
10. "Iron Maiden" – 4:57

### CD2

#### Festiwal w Reading (1980)
1. "Prowler" – 4:26
2. "Remember Tomorrow" – 6:00
3. "Killers" – 4:43
4. "Running Free" – 3:52
5. "Transylvania" – 4:49
6. "Iron Maiden" – 4:56

#### FestiwalMonsters Of RockwDonington(1988)
1. "Moonchild" – 5:44
2. "Wrathchild" – 3:00
3. "Infinite Dreams" – 5:52
4. "The Trooper" – 4:04
5. "Seventh Son of a Seventh Son" – 10:27
6. "The Number of the Beast" – 4:42
7. "Hallowed Be Thy Name" – 7:10
8. "Iron Maiden" – 6:01